# BATX
BATX es un acrónimo que representa a Baidu, Alibaba, Tencent y Xiaomi, las cuatro empresas tecnológicas más grandes  de China. BATX fue una de las primeras empresas tecnológicas que comenzaron en la década de 2000 durante el auge de la revolución tecnológica china y rápidamente se volvió ampliamente utilizada entre los internautas chinos. Cabe destacar que después de 2015, otras empresas tecnológicas como Huawei, DiDi, JD, DJI y ByteDance también se han convertido en algunos de los gigantes tecnológicos más prometedores de la industria.  

## Historia
En 2000, bajo la instrucción del presidente Jiang Zemin, China inició el Proyecto Escudo Dorado para gestionar el flujo de medios e información dentro de China, en un intento de proteger la seguridad nacional y limitar la infiltración de la propaganda occidental.  En el marco del Proyecto Escudo Dorado, a muchas empresas tecnológicas estadounidenses como Google, Facebook, Netflix y otras similares se les negó el acceso a China desde el Gran Cortafuegos debido a su negativa a cumplir las leyes locales de datos, mientras que a otras, como Microsoft y LinkedIn, se les permitió hacerlo.  Al mismo tiempo, la población de internautas chinos creció sustancialmente desde la introducción de Internet en 1994.  En 2018, China contaba con una población de 800 millones de internautas, de los cuales el 98% eran usuarios de dispositivos móviles. Muchas empresas tecnológicas chinas prosperaron bajo este sistema, sin competencia de empresas extranjeras. BATX es una de las primeras empresas tecnológicas que vieron la oportunidad y comenzaron a ocupar el mercado de Internet en las primeras etapas de la transformación de Internet en China. 

## Influencias

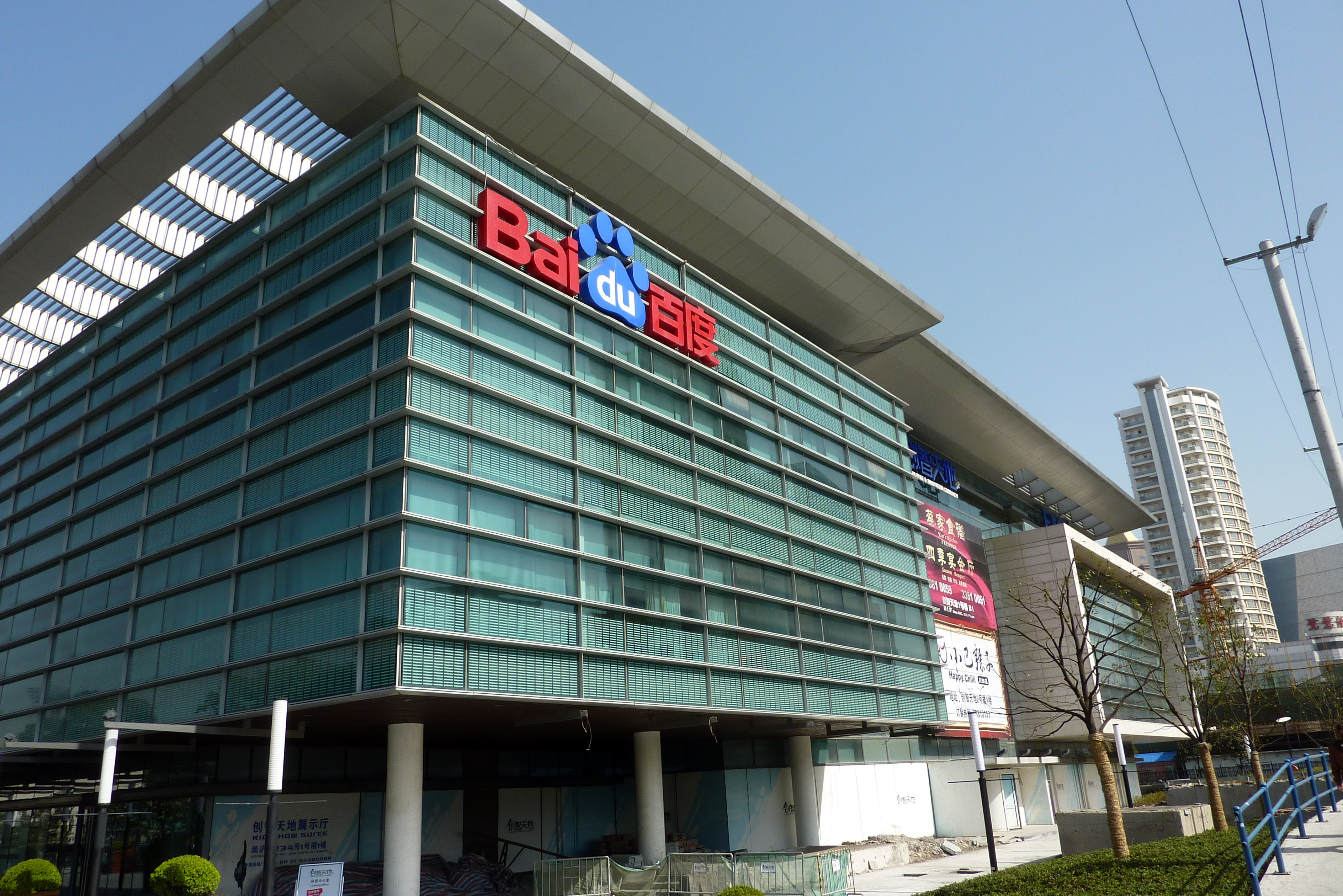
Oficina de Baidu en Shanghái

### Baidu
Baidu Search es el motor de búsqueda más popular en China. A menudo se compara a Baidu con Google, que es la empresa de motores de búsqueda más grande fundada en Estados Unidos.  Google está prohibido en China. De esta manera, Baidu ofrece una experiencia de búsqueda equivalente para los internautas chinos.  Además de Baidu Search, Baidu también ofrece muchos otros productos diferentes, como Baidu Maps, Baidu Cloud, Baidu Tieba, Baidu Knows y más, que satisfacen las diferentes necesidades de los internautas chinos. Baidu representa el 64,55% de la cuota de mercado de motores de búsqueda en China,  y también es el tercer sitio web de motores de búsqueda más grande del mundo. 

### Alibaba

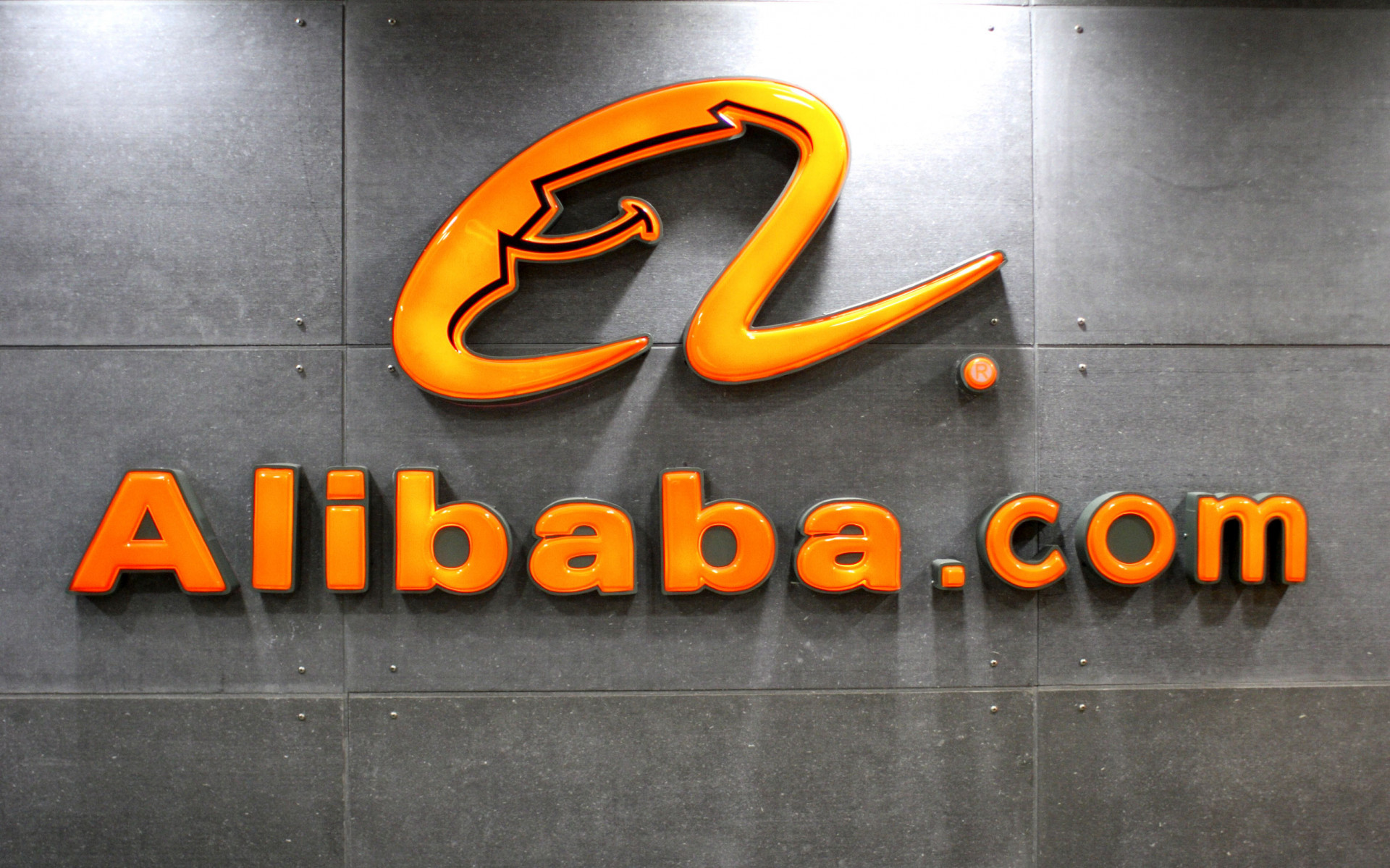
Logotipo del Grupo Alibaba

El Grupo Alibaba comenzó como una empresa de comercio electrónico en 1999 en Hangzhou, China. Desde entonces, se ha convertido en una corporación tecnológica gigante, que incluye ramas como el comercio electrónico, el entretenimiento, los pagos en línea, la computación en la nube y la tecnología de inteligencia artificial . Sus productos C2C más famosos son Taobao y Alipay, que están estrechamente incorporados a cada experiencia de compra en línea china. En 2017, Taobao.com fue el tercer sitio web más visitado en China después de Baidu.com y QQ.com .  Taobao representó el 58,2% de la cuota de mercado del comercio electrónico en China en 2018. 

### Tencent

Logotipo de Tencent

Tencent fue fundada por Ma Huateng como una plataforma de red social. La mayoría de los internautas chinos conocieron Tencent a través de su plataforma de mensajería QQ . Ahora, Tencent ha desarrollado muchas más áreas de negocio, incluidas plataformas sociales, entretenimiento, comercio electrónico, pagos en línea, servicios de información e inteligencia artificial .  WeChat, una de las aplicaciones de mensajería más famosas de Tencent, tuvo 169,6 millones de usuarios activos mensuales en 2018.  WeChat es la tercera aplicación de mensajería más utilizada en todo el mundo en 2018, después de WhatsApp y Messenger .  Tencent Entertainment también es el número uno en la industria de los juegos en línea en el mundo en 2018, seguido directamente por Sony .

### Xiaomi

Logotipo de Xiaomi

Xiaomi, a diferencia de los otros tres, se centra más en la tecnología de hardware como teléfonos inteligentes, automatización del hogar, televisores inteligentes y otros dispositivos inteligentes. Dos tercios de las ganancias de Xiaomi provienen de las ventas de teléfonos inteligentes.  Xiaomi se convirtió en el mayor fabricante de teléfonos inteligentes en China en 2014, antes de caer al quinto lugar en 2016. 

## Otras empresas tecnológicas en China
Aunque BATX ha sido un acrónimo muy popular para la gente que se refiere a las empresas tecnológicas chinas más grandes, también hay muchas otras empresas tecnológicas que se han unido después de 2010 y también se han convertido en líderes en sus respectivos campos. En la lista Global 2000 de Forbes de 2019, 20 de las 184 empresas tecnológicas de la lista son de China. 

### Huawei

Logotipo de Huawei

Huawei se convirtió en una de las empresas tecnológicas chinas más conocidas del mundo en la década de 2010.  Fundada por Ren Zhengfei en 1987  en Shenzhen, China, se centra en la infraestructura de tecnología de la información y las comunicaciones (TIC) y dispositivos inteligentes.  Huawei se convirtió en el número uno en red de telecomunicaciones del mundo en 2012 y lanzó su primer teléfono inteligente 5G, Mate 20 X 5G en julio de 2019.  En 2018, Huawei generó ingresos por 721.202 mm RMB de ingresos, que son aproximadamente 101.910,32 mm dólares.

### DiDi

Logotipo de DIDI

DiDi Chuxing es la aplicación de servicio de solicitud de taxis más popular en China. En 2018, se realizaron más de 30 millones de viajes en DiDi cada día.  DiDi está disponible en más de 400 ciudades de China y tiene más de 550 millones de usuarios.  DiDi representó el 71,4% de la cuota de mercado del servicio de taxis en China en 2018. 

### DJI

Logotipo de DJI

DJI es una empresa de tecnología privada con sede en Shenzhen que actualmente es el principal fabricante de vehículos aéreos no tripulados (drones) industriales y de consumo, y posee una participación de mercado del 76 % a nivel mundial en agosto de 2021. Sus productos se venden en todo el mundo e incluyen las series de drones con cámara Phantom y Mavic, las series de cámaras y estabilizadores Osmo, la serie DJI FPV de drones de carreras en primera persona, la serie Ronin de estabilizadores de cámara, así como la serie RoboMaster de robots educativos . 